# San Damián Texoloc
San Damián Texoloc es una localidad del estado mexicano de Tlaxcala. Es cabecera del municipio de San Damián Texoloc.

## Demografía
| Censo | Población |
| ----- | --------- |
| 1995  | 4013      |
| 2000  | 4261      |
| 2005  | 4450      |
| 2010  | 5033      |
| 2020  | 5832      |